# Siófok
Siófok – największe (ponad 24,3 tys. mieszkańców w styczniu 2011 r.) turystyczne miasto węgierskie, położone na południowym brzegu Balatonu.

## Historia
Nazwę, wymienianą po raz pierwszy w 1055, zawdzięcza rzeczce Sió, która w tym miejscu wpada do Balatonu. Siófok znaczy mniej więcej śluza na Sió (wybudowana w 1863). 17-kilometrowa plaża oraz rozbudowana baza turystyczna sprawia, iż w sezonie liczba mieszkańców wzrasta pięciokrotnie, a samo miasto często określane jest jako letnia stolica Węgier.

## Atrakcje turystyczne
Największą atrakcję Siofok stanowią plaże, ciągnące się wzdłuż 17-kilometrowego brzegu. Jedną z nich jest Nagy Strand (Wielka Plaża), rozciągająca się obok przystani, na wschód od kanału Sio. Wzdłuż niej ciągnie się promenada Petofi i barwny jarmark wakacyjny. Po tej stronie, zwanej Aranypart (Złoty Brzeg) wznoszą się wielkie hotele. Na zachód od kanału, tam gdzie rozciąga się Ezustpart (Srebrny Brzeg), jest trochę spokojniej i bardziej kameralnie.
Miłośnikom operetki miasto znane jest z tego, że urodził się tutaj kompozytor Emmerich Kálmán.

## Miasta partnerskie
- Landsberg am Lech, Niemcy
- Walnut Creek, Stany Zjednoczone
- Poreč, Chorwacja
- Oulu, Finlandia
- Parnawa, Estonia
- Waldheim, Niemcy
- Brenna, Polska

## Linki zewnętrzne

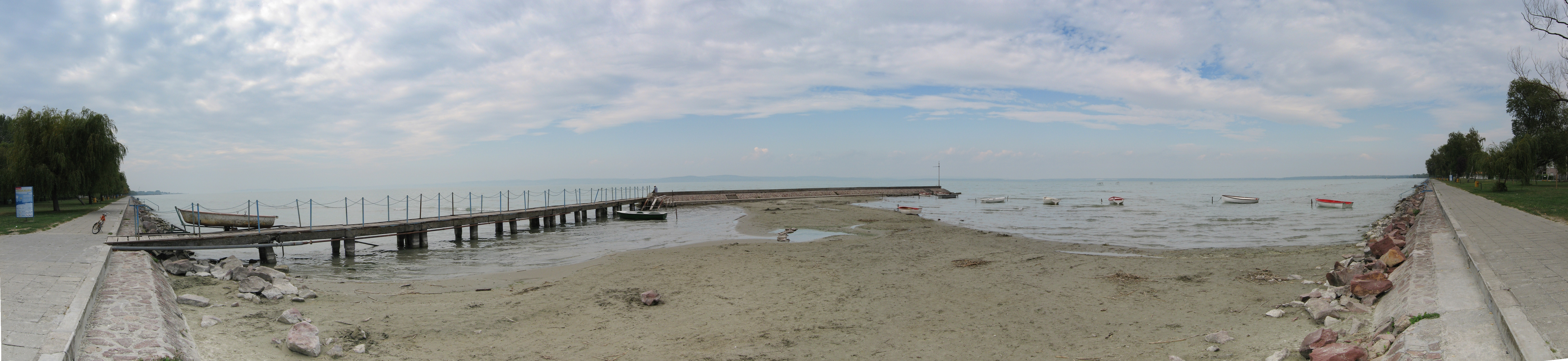
Panorama jeziora Balaton z nadbrzeża w Siófok